# Лисенко Людмила Олександрівна (мистецтвознавець)
Людмила Олександрівна Лисенко (12 серпня 1954, селище Рощино, Ленінградська область, РФ) — 28 жовтня 2021 Київ) — українська  мистецтвознавиця, арт-критик, історик мистецтва, педагог, член НСХУ (з 1985), кандидат мистецтвознавства (з 1985), доцент кафедри теорії та історії мистецтва  НАОМА (з 1994),  Заслужений діяч мистецтв України (2012) .

## Життєпис
Людмила Лисенко народилася 12 серпня 1954 року в селищі Рощино Ленінградської обл., РФ, онука видатного українського скульптора Михайла Лисенка, згодом сім'я переїхала до України.
Закінчила Київський художній інститут у 1976 році, навчалася у Платона Білецького,  Леоніда Владича, Ганни Заварової.
1980—1984 — працювала у видавництві московського журналу «Юный художник»;
1984—1985 — працювала у київському Музеї Лесі Українки.
Захистила кандидатську дисертацію з мистецтвознавства у 1985 році і того ж року вступила до СРХУ (нині — Національна спілка художників України.
Від 1987 року працювала викладачем у Київський художній інститут (від 2000 року — Національна академія образотворчого мистецтва і архітектури).
У 1994 році отримала вчене звання доцента кафедри теорії та історії мистецтва Національної академії образотворчого мистецтва і архітектури. 
У 2012 році за значні досягнення у мистецтві отримала звання Заслужений діяч мистецтв України.
Померла 28 жовтня 2021 року у місті Києві.

## Нагороди
- Заслужений діяч мистецтв України (2012)[2].

## Наукова праця
Мистецтвознавча діяльність Людмили Лисенко  велась у педагогічному, дослідницькому і кураторському напрямках. У 1999 році вона була куратором широкомасштабної експозиції «Українська скульптура XX століття» у Національному художньому музеї України і там само у 2006 році здійснила проєкт до 100-ліття від дня народження Михайла Лисенка.
У 2014 році стала Почесним лектором освітньо-громадської організації «Культурний проєкт».
Її аналітичні розвідки простежують зв'язок між іноземним та вітчизняним мистецтвом XX–XXI століть, присвячені історії української скульптури. Людмила Лисенко є автором і упорядникои альбомів і каталогів видатних митців  В. Федорука (1990; 2006), В. Шишова (1990), Є. Прокопова (1993), А. Забой (2001), Ю. Укадер (2004), Л. Черешкевич (2011), С. Карунської (2012), альбому «Скульптор Лисенко та його учні» (2006) та багато інших.
Її знання та педагогічний хист виховали й допомогли у становленні видатних українських мистецтвознавців, які навчалися у НАОМА.